# Football Club Gold Pride
Dernière mise à jour : 21 novembre 2010.
Le Football Club Gold Pride, plus communément appelé FC Gold Pride, était un club franchisé de soccer féminin professionnel américain basé dans la ville de Santa Clara, en Californie.
Le club était détenu par un groupe dirigé par Brian et Nancy NeSmith, le premier étant le PDG de Blue Coat Systems, l'équipe fut entraînée par l'américain Albertin Montoya jusqu'en 2010 et a participé au championnat de la Women's Professional Soccer en 2009 et 2010, et jouant ses matchs au Pioneer Stadium sur le campus de l'Université d'État de Californie à East Bay.
Le 16 novembre 2010, la propriétaire de la franchise, Nancy NeSmith, annonce que l'équipe cesse immédiatement ses activités à cause de difficultés financières.

## Palmarès
- séries éliminatoires de la Women's Professional Soccer :
  - Champion (1) : 2010
- Saison régulière de la Women's Professional Soccer :
  - Champion (1) : 2010

## Histoire
Le club a remplacé les CyberRays de San Jose (San Jose CyberRays en anglais), qui fut rebaptisé les CyberRays de la Bay Area (Bay Area CyberRays) lors de la saison 2001. La même année, le club remporta la première des trois éditions du défunt championnat de la Women's United Soccer Association, contre Atlanta Beat au terme d'une rencontre serrée (3-3 à la fin du temps réglementaire, victoire 4 tirs au but à 2). Le club fut le porte drapeau de la Bay Area dans ce championnat.
Le FC Gold Pride a été fondé le 3 septembre 2008 et fut la septième et dernière équipe à rejoindre le futur championnat de la Women's Professional Soccer ; le 16 septembre, lors de la dotation initiale organisée par la WPS, composée de joueuses uniquement américaines, les internationales Nicole Barnhart, Leslie Osborne et Rachel Buehler ont vu leurs droits alloués au club et sont donc les premières à le rejoindre.
Le 29 septembre, Albertin Montoya fut le premier à être nommé entraîneur de l'histoire du club, assisté de l'internationale brésilienne Sissi au poste d'entraîneur-adjoint.
Le 13 novembre, le Buck Shaw Stadium a été désigné pour jouer les matchs à domicile de l'équipe, puis le 19 novembre 2008, elle révéla officiellement au public son nom de FC Gold Pride ainsi que son logo.

## Parcours en Women's Professional Soccer

### Saison 2009
Gold Pride joue le premier match de championnat de son histoire le 5 avril 2009 au 	Buck Shaw Stadium de Santa Clara, en Californie, contre Boston Breakers, devant 6 459 spectateurs, pour une victoire 2-1. Eriko Arakawa ouvrit le score pour les joueuses de la Bay Area à la 16e minute de jeu sur une passe décisive de Tiffany Weimer, l'équipe visiteuse a ensuite égalisé par Kelly Smith sur une passe de Stacy Bishop à dix minutes de la fin, puis Tiffeny Milbrett offrit la victoire pour les locaux dans les arrêts de jeu.
L'équipe a ensuite vécu une première saison très difficile en terminant septième et dernier de la saison régulière, en ne remportant que 4 de ses matchs, concédant un score de parité par 6 fois et perdant à 10 reprises sur un total de 20 rencontres. Ils cumulent donc seulement 18 points à la fin de la première phase du championnat, terminant avec 8 points de retard par rapport à la première place qualificative pour les play-offs de la WPS.

### Saison 2010
Pour ne pas revivre une nouvelle saison dans les profondeurs du classement, la franchise recrute la française Camille Abily le 9 janvier 2010, récupère la brésilienne Marta lors du draft spécial organisé le 4 février après la dissolution de Los Angeles Sol, mais également Shannon Boxx le 1er juin, libre, en provenance de Saint Louis Athletica, dissous en plein championnat.
Les résultats de l'équipe sont totalement opposés de la saison précédente, terminant facile champion de la saison régulière avec 53 points et directement qualifié en finale du championnat de la WPS, l'écart avec son dauphin Boston Breakers est même de 17 points d'avance. Le bilan impressionnant est de 16 victoires, 5 nuls et 3 défaites, et la buteuse Marta inscrit 19 buts en 24 rencontres.
Le 26 septembre 2010, lors en finale du championnat, Gold Pride reçoit Philadelphia Independence, troisième de la saison régulière, au Pioneer Stadium à Hayward en Californie, devant 5 228 spectateurs. L'équipe de la Bay Area écrase lourdement celles des visiteuses 4-0, par un doublé de Christine Sinclair aux 16e et 53e minutes, puis par Kandace Wilson (qui sera passeuse décisive sur le dernier but) à la 28e et une dernière réalisation de Marta, passeuse décisive sur les deux précédents buts, pendant le temps additionnel.
Gold Pride est donc sacré pour la première fois de son histoire champion de la Women's Professional Soccer.

### Fin de Gold Pride
Pendant l'intersaison 2010, le 16 novembre 2010, la propriétaire Nancy NeSmith, annonce que l'équipe cesse immédiatement ses activités, invoquant des difficultés financières dues aux nombreux déplacements dans le pays,à la baisse des ventes de billets et à l'incapacité de trouver de nouveaux investisseurs. Gold Pride est donc la troisième franchise à disparaitre après le Los Angeles Sol en janvier et Saint Louis Athletica en mai de la même année.

## Joueuses emblématiques
| - Camille Abily - Nicole Barnhart - Shannon Boxx - Rachel Buehler - Carrie Dew |  | - Kristen Graczyk - Marta - Tiffeny Milbrett - Christine Sinclair - Kandace Wilson |